# Właściwa Odpowiedź 2021
Właściwa Odpowiedź 2021 (niderl. Juiste Antwoord 2021, JA21) – holenderska prawicowa partia polityczna powstała w 2020 roku. Została założona przez polityków, którzy w listopadzie tego samego roku opuścili Forum na rzecz Demokracji. Do rozłamu miało dojść z powodu doniesień o szerzącym się w szeregach partii antysemityzmie.

## Program
W swoim programie wyborczym ugrupowanie opowiada się m.in. za:
- ograniczeniem migracji i postawieniem veta dla potencjalnych nowych paktów migracyjnych na poziomie Unii Europejskiej
- uproszczeniem podatków oraz podwyższeniem kwoty wolnej od podatku dochodowego
- kontynuowaniem wykorzystywania elektrowni atomowych do produkcji energii, w tym za inwestowaniem w tzw. SMRy
- podwyższeniem wydatków na obronność do 2% PKB
- zakazaniem zagranicznego finansowania dla meczetów i szkół islamskich
- walką z tzw. woke i przeciwstawianiem się „narzucanej różnorodności”
- ograniczeniem kompetencji organów unijnych oraz przeprowadzeniem referendum w sprawie dalszego wykorzystywania euro jako oficjalnej waluty w Holandii
- sprzeciwem wobec założeń Fit for 55 i ograniczeniem wykorzystywania turbin wiatrowych do produkcji energii elektrycznej

## Poparcie w wyborach

### Wybory doIzby Reprezentantów
| Wybory | Lider listy    | Wyniki  | Wyniki     | Mandaty | +/−  | Rząd     |
| Wybory | Lider listy    | Głosy   | %          | Mandaty | +/−  | Rząd     |
| ------ | -------------- | ------- | ---------- | ------- | ---- | -------- |
| 2021   | Joost Eerdmans | 246 620 | 2,37 (#12) | 3/150   | Nowa | Opozycja |
| 2023   | Joost Eerdmans | 71 345  | 0,68 (#15) | 1/150   | 2    | Opozycja |

### Wybory doParlamentu Europejskiego
| Wybory | Lider listy       | Wyniki | Wyniki     | Mandaty | +/–  |
| Wybory | Lider listy       | Głosy  | %          | Mandaty | +/–  |
| ------ | ----------------- | ------ | ---------- | ------- | ---- |
| 2024   | Michiel Hoogeveen | 40 570 | 0,65 (#15) | 0/31    | Nowa |